# Derde wet van de thermodynamica
De derde wet van de thermodynamica is een van de vier centrale wetten uit de thermodynamica. Deze wet stelt dat bij het benaderen van het absolute nulpunt van de temperatuur (bij −273,15 °C of 0 K) alle processen tot stilstand komen en de entropie een minimumwaarde bereikt. Bij het absolute nulpunt kunnen atomen niet meer bewegen, zodat alle processen tot stilstand komen.
Een gevolg van de derde wet is dat de absolute entropie van een systeem berekend kan worden door vergelijking met het absolute nulpunt.

## Belang van de derde wet
De tweede wet van de thermodynamica stelt dat processen alleen spontaan zijn als ze de totale entropie van het universum vergroten. Om te bepalen of een proces spontaan verloopt, moet de entropie bekend zijn. Een absolute schaal voor entropie is daarom praktisch van nut voor de scheikundige.
In de thermodynamica kan de energie in een systeem meestal slechts gemeten worden als een verschil tussen twee toestanden. Grootheden als de interne energie en de enthalpie van systemen of fasen hebben altijd slechts een relatieve waarde. Dankzij de derde wet van de thermodynamica ligt dit anders voor de entropie, waarvoor wel een absolute waarde te bepalen is. De absolute entropie van een systeem bij temperatuur T1 is het entropieverschil in het systeem bij opwarming van het absolute nulpunt tot temperatuur T1. De entropie bij temperatuur T1 is altijd groter dan die bij het absolute nulpunt:
{\displaystyle S_{\mathrm {T=T_{1}} }>S_{\mathrm {T=0} }}

## Entropie en atomaire structuur
Hoewel entropie, net als veel andere grootheden uit de thermodynamica, geen tastbaar begrip is, kan het gevisualiseerd worden door de ordening van atomen voor te stellen. Hoe beter de atomen over een systeem verdeeld zijn, des te groter de entropie. Bij kristallen betekent dit dat hoe beter imperfecties (dislocaties, puntfouten, enzovoorts) over het kristal verspreid zijn, des te groter de entropie is.
Bij een perfect kristal zal de entropie bij het absolute nulpunt ook echt nul bedragen. Veel componenten vormen echter van nature geen perfecte kristallen, zodat er bij het absolute nulpunt sprake is van een zogenaamde residuele entropie.
Omdat alle processen bij het absolute nulpunt tot stilstand komen, is het niet mogelijk om bij deze temperatuur een kristallisatie uit te voeren. Kristallen groeien alleen boven het absolute nulpunt, namelijk bij een temperatuur waarbij de kristalstructuur een zekere wanorde bevat (in de vorm van imperfecties) die altijd stabieler is dan in een structuur zonder. De Gibbs' vrije energie is bij enige mate van wanorde kleiner dan bij een perfecte structuur. Dit blijkt uit de fundamentele vergelijking van de thermodynamica:
{\displaystyle G=VdP-SdT}
Waarbij G de Gibbs' vrije energie is, V het volume, P de druk, S de entropie en T de absolute temperatuur van het systeem. Uit de vergelijking blijkt dat wanneer de temperatuur geen nul bedraagt, de entropie van invloed is op de toestand van het systeem.
Een kristal groeit dus nooit in perfecte vorm, maar bevat altijd imperfecties. Weliswaar wordt bij het afkoelen van het kristal een toestand stabiel met steeds minder imperfecties, maar om deze hogere graad van perfectie te bereiken moet het kristal zich reorganiseren, en ook dat is een proces dat tot stilstand komt bij nadering van het absolute nulpunt. Het gevolg is dat perfecte kristallen niet bestaan. Gelukkig is de residuele entropie meestal vrij klein en kan deze dan verwaarloosd worden.